# Ferran Rivière de Caralt

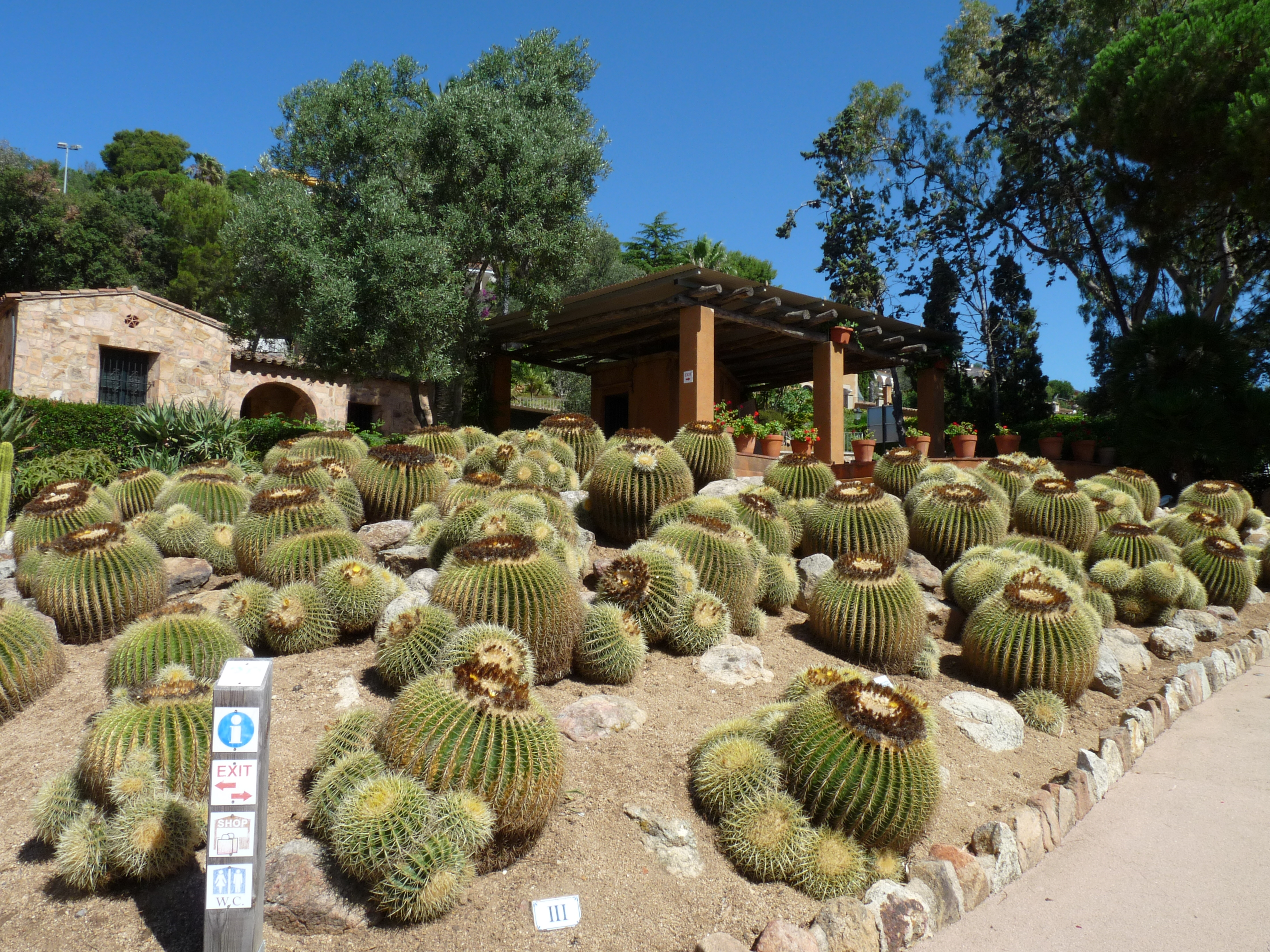
Jardí Botànic Tropical Pinya de Rosa

Ferran Rivière de Caralt (Barcelona, 3 de febrer del 1904 - 12 de juliol del 1992) fou un enginyer industrial català. Provenia d'una família poderosa i influent en la indústria metal·lúrgica. Durant la seva vida, va destacar com a afeccionat als cactus, al cinema amateur i com a col·leccionista d'art.
Després de contraure matrimoni amb Maria Teresa Vidal-Quadras Villavecchia l'any 1929, va assumir un paper destacat en l'empresa familiar dedicada al trefilatge. Però durant la guerra civil espanyola, la seva fàbrica va ser incautada i va haver de refugiar-se fora de Barcelona amb la seva família.
Després de la guerra, Ferran Rivière va retornar a Barcelona i va reorganitzar l'empresa. Al mateix temps, va desenvolupar una gran passió per les plantes crasses i va crear el Jardí Botànic Tropical Pinya de Rosa, a Blanes, que va arribar a ser un referent internacional en aquest àmbit. El seu amic jardiner Joan Pañella i Bonastre va assumir el rol de conservador d'aquest magnífic jardí. Tots dos van ser membres fundadors de l'Organització Internacional per a l'Estudi de Plantes Suculentes (IOS), organitzant-ne el sisè congrés a Barcelona el 1961. El número 6 del 'Repertorium Plantarum Succulentarum', publicat per IOS, va ser assistit pel 'Jardí d'Aclimatació Pinya de Rosa'.
A més de les seves activitats professionals, Rivière era un apassionat del cinema i la fotografia. Va capturar la seva vida quotidiana, els seus viatges i la seva col·lecció d'art en pel·lícules i fotografies, que ara es conserven en diverses institucions, com ara, la Filmoteca de Catalunya, l'Institut Botànic de Barcelona, etc.
A partir de 1929, va començar a col·leccionar obres d'art, adquirint pintures de destacats artistes com Hermen Anglada Camarasa, Tàpies, Cuixart o Dalí.